# Cometă mare

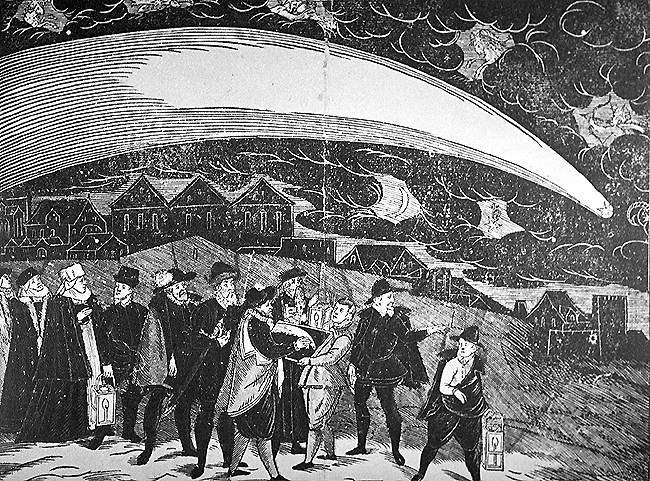
Marea cometă din 1577 deasupra orașului Praga, reprezentată pe o gravură pe lemn

O cometă mare este o cometă care devine excepțional de strălucitoare. Nu există o definiție oficială a unei comete mari; deseori termenul este asociat cometelor care devin destul de strălucitoare pentru a deveni vizibile observatorilor ocazionali care nu le caută, și care devin celebre în afara comunității astronomice. Marile comete sunt rare; în medie se observă una pe deceniu. Atunci când cometele sunt denumite oficial după numele descoperitorilor lor, marile comete sunt uneori desemnate prin anul în care au părut în mod spectaculos, prin expresia „marea cometă a lui...”, urmată de anul descoperirii.

## Cauze
Marea majoritate a cometelor nu sunt niciodată destul de strălucitoare pentru a putea fi văzute cu ochiul liber, ele traversând Sistemul Solar interior nefiind observate decât de astronomi. Totuși, o cometă poate ocazional să strălucească destul de puternic pentru a deveni vizibilă cu ochiul liber, și încă mai rar pentru a deveni tot atât de strălucitoare sau mai strălucitoare decât stelele cele mai strălucitoare. Condițiile pentru ca acest lucru să fie posibil sunt: un nucleu de mare talie și activ, o trecere în apropierea Soarelui, o trecere în apropierea Pământului. O cometă care îndeplinește aceste trei criterii va fi cu siguranță spectaculoasă. Uneori, o cometă care nu respectă unul dintre aceste criterii va putea fi, totuși, notabilă. De exemplu, cometa Hale-Bopp avea un nucleu excepțional de mare și de activ, dar fără să se apropie mult de Soare, totuși a devenit o cometă faimoasă și foarte observată. Tot așa, cometa Hyakutake era o cometă mai degrabă mică, însă a apărut strălucitoare întrucât a trecut extrem de aproape de Pământ.

### Talia și activitatea nucleului
Talia nucleelor cometare variază de la câteva sute de metri la mai mute zeci de kilometri. Când cometele se apropie de Soare, mari cantități de gaz și de praf sunt ejectate din nucleele cometare, din cauza încălzirii solare. Un factor determinant asupra luminozității care poate atinge o cometă este talia și activitatea nucleului său. După numeroase reveniri în Sistemul Solar interior, nucleele cometare ale cometelor periodice devin sărace în materiale volatile și acestea sunt, prin urmare, mai puțin strălucitoare decât cometele care își fac prima trecere prin Sistemul Solar. 
Creșterea bruscă a strălucirii cometei 17P/Holmes în 2007 a arătat importanța activității nucleului asupra luminozității unei comete. Între 23 și 24 octombrie 2007, cometa a fost obiectul une explozii neașteptate care i-a crescut luminozitatea de circa o jumătate de milion de ori. Luminozitatea sa a trecut, în mod neașteptat, de la magnitudinea 17 la circa 2,8 într-o perioadă de doar 42 de ore, ceea ce făcut-o vizibilă cu ochiul liber. Aceste evenimente au făcut temporar cometa 17P cel mai mare obiect (ca diametru aparent) din Sistemul Solar, deși diametrul său real este estimat doar la 3,4 km.

### Trecerea la un periheliu scurt
Luminozitatea unui corp care doar reflectă variază cu inversul pătratului distanței sale față de Soare. De exemplu, dacă distanța unui obiect la față de Soare se dublează, luminozitatea sa se împarte la patru. Totuși cometele se comportă altfel, din cauza ejecției unor mari cantități de gaze volatile care reflectă lumina solară și care pot deveni fluorescente. Luminozitatea lor variază aproximativ cu inversul cubului distanței lor față de Soare, ceea ce semnifică faptul că dacă distanța unei comete față de Soare este împărțită la doi, ea va deveni de opt ori mai strălucitoare.
Aceasta semnifică faptul că maximul luminozității unei comete depinde foarte mult de distanța sa față de Soare. Periheliul orbitei celor mai multe comete se situează dincolo de orbita Pământului. Orice cometă care se apropie la 0,5 UA sau mai puțin de Soare poate avea șansa să devină o cometă mare.

### Trecerea în apropierea Pământului

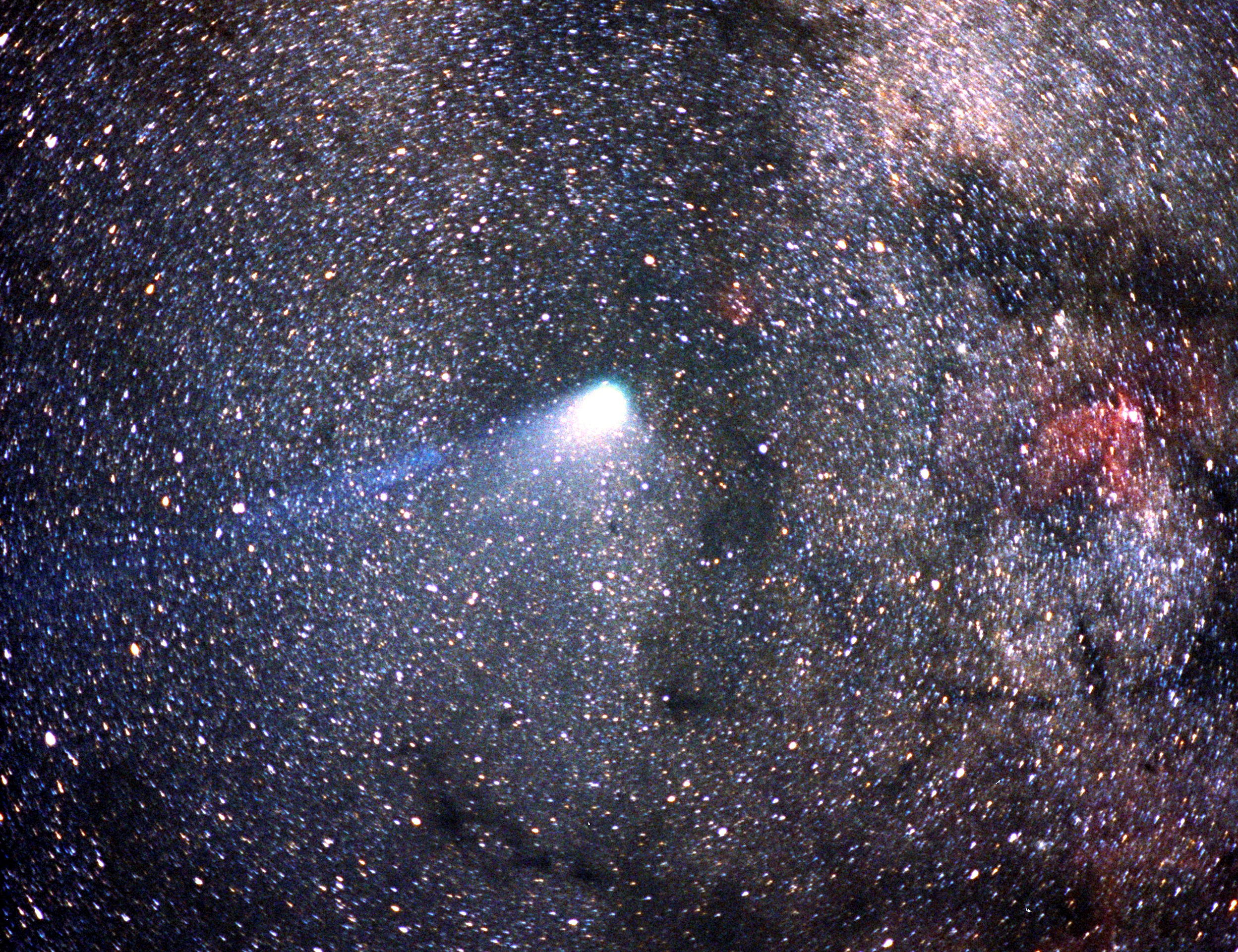
Cometa Halley

Pentru ca o cometă să devină spectaculoasă, trebuie și să treacă destul de aproape de Pământ. Cometa Halley, de exemplu, este de obicei foarte strălucitoare când traversează Sistemul Solar interior, la fiecare 76 de ani, dar la apariția sa din 1986, trecerea sa cea mai apropiată de Pământ a fost cea mai îndepărtată posibil. Cometa a devenit vizibilă cu ochiul liber, dar a rămas fără interes. Pe de altă parte, Cometa Hyakutake (C/1996 B2), în mod intrinsec mică și slabă, a apărut foarte strălucitoare și spectaculoasă din cauza trecerii sale foarte aproape de Pământ în martie. Trecerea sa aproape de Pământ a fost unul dintre cele mai apropiate treceri cometare înregistrate.